# Camp electromagnètic
El camp electromagnètic és un camp produït per la presència d'objectes carregats elèctricament. Aquest camp s'estén indefinidament a través de l'espai i afecta el comportament dels objectes.
El camp electromagnètic, la base de l'electromagnetisme, és una de les quatre forces fonamentals de la natura (les altres són la força gravitatòria, la força nuclear forta i la força nuclear feble).
Aquest camp pot ser vist com la combinació d'un camp elèctric amb un camp magnètic. El camp elèctric el produeixen les càrregues estacionàries i el camp magnètic les càrregues en moviment. La manera com les càrregues i els corrents (les càrregues en moviment) interaccionen amb el camp electromagnètic es descriu amb les equacions de Maxwell i la llei de la força de Lorentz.
Des del punt de vista de l'electrodinàmica clàssica el camp electromagnètic seria un camp continu i uniforme que es propaga com una ona. En canvi, des del punt de vista de la mecànica quàntica el camp electromagnètic estaria compost per unitats discretes, els fotons.

## Estructura del camp electromagnètic
El camp electromagnètic pot ser descrit de dues maneres diferents:
- Amb una estructura contínua
- Amb una estructura discreta

### Estructura contínua
L'electrodinàmica clàssica considera que els camps elèctrics i magnètics són produïts per moviments suaus d'objectes carregats. Per exemple, càrregues en oscil·lació produeixen camps magnètics i elèctrics que poden ser considerats com si fossin ones. En aquest cas, hom considera que l'energia és transferida de manera contínua entre dos punts a través del camp electromagnètic. Per exemple, a un transmissor de ràdio els àtoms metàl·lics semblen transferir energia de manera contínua. Aquest punt de vista és adequat fins a un cert punt, quan es tracta de radiació de baixa freqüència, però a altes freqüències presenta problemes, com ara l'anomenada catàstrofe ultraviolada. Aquests problemes porten a un altre punt de vista.

### Estructura discreta
Els experiments mostren que la transferència de l'energia electromagnètica es pot descriure de manera més acurada si hom considera que és transportada en «paquets» o «fragments» anomenats fotons amb una freqüència fixa. La relació de Planck lliga l'energia {\displaystyle E} d'un fotó a la seva freqüència {\displaystyle \nu } per mitjà de la següent equació:
{\displaystyle E=\,h\,\nu }
on {\displaystyle h} és la constant de Planck, anomenada així en honor del físic alemany Max Planck (1858–1947), i {\displaystyle \nu } és la freqüència del fotó. Per exemple, a l'efecte fotoelèctric (l'emissió d'electrons per superfícies metàl·liques a causa de la radiació electromagnètica) hom verifica que l'increment de la intensitat de la radiació incident no té efectes, i només la freqüència de la radiació és rellevant per a l'emissió d'electrons.
Aquesta visió quàntica del camp electromagnètic s'ha demostrat molt fructífera i ha donat lloc a l'electrodinàmica quàntica, una teoria quàntica de camps que descriu la interacció entre la radiació electromagnètica i la matèria carregada.

## Dinàmica del camp electromagnètic
En el passat, hom pensava que els objectes carregats elèctricament produïen dos tipus de camps relacionats amb la seva propietat de posseir una càrrega elèctrica. Un camp elèctric es produïa quan la càrrega elèctrica era estacionària respecte a un observador que mesurés les propietats de la càrrega; i es produïa un camp magnètic (també un camp elèctric) quan la càrrega es movia (creant un corrent elèctric) respecte de l'observador. Amb el temps es va veure que era millor considerar els camps magnètics i elèctrics com a dues parts d'un tot, el camp electromagnètic.
Un cop s'ha creat un camp electromagnètic per part d'una distribució de càrrega donada, els altres objectes que pugui haver-hi dins del camp experimentaran una força, de manera similar a com un planeta experimenta una força dins del camp gravitacional del Sol. Si aquestes altres càrregues i corrents (els altres objectes) són comparables en dimensions a les fonts que produeixen el mencionat camp electromagnètic, llavors es produirà un nou camp electromagnètic. A partir d'això el camp electromagnètic pot ser vist com una entitat dinàmica que provoca el moviment d'altres càrregues i corrents, i que també és afectat per ells. Aquestes interaccions es descriuen amb els equacions de Maxwell i la llei de la força de Lorentz.

## Descripció matemàtica

Retrat del físic escocès James Clerk Maxwell (1831–1879).

Hi ha diferents maneres de representar el camp electromagnètic. La primera considera els camps elèctric i magnètic com un camp vectorial tridimensional. Cadascú d'aquests camps vectorials té un valor definit per a cada punt de l'espai i per a cada instant temporal, i per això són considerats habitualment com a funcions de coordinades espaitemps. Per això habitualment s'escriuen com {\displaystyle \mathbf {E} (x,y,z,t)} (camp elèctric) i {\displaystyle \mathbf {B} (x,y,z,t)} (camp magnètic). Si només el camp elèctric ({\displaystyle \mathbf {E} }) no és nul, i és constant en el temps, el camp es considera com a electroestàtic. De manera similar, si només el camp magnètic ({\displaystyle \mathbf {B} }) no és nul i és constant al llarg del temps, parlarem de camp magnetoestàtic. Tanmateix, si qualsevol dels dos camps presenta una dependència del temps, tots dos han de ser considerats conjuntament com un camp electromagnètic utilitzant les equacions de Maxwell.
Amb l'aparició de la relativitat especial es van començar a generalitzar la utilització del formalisme del tensor. Les equacions de Maxwell poden ser escrites en forma tensorial, que és vista pels físics com la manera més elegant d'expressar les lleis de la física.
El comportament dels camps elèctrics i magnètics, electroestàtics, magnetoestàtics o electrodinàmics es comporten al buit segons les equacions de Maxwell. En forma vectorial es poden expressar com:
{\displaystyle \nabla \cdot \mathbf {E} ={\frac {\rho }{\varepsilon _{0}}}} (Llei de Gauss - electroestàtica)
{\displaystyle \nabla \cdot \mathbf {B} =0} (Llei de Gauss - magnetoestàtica)
{\displaystyle \nabla \times \mathbf {E} =-{\frac {\partial \mathbf {B} }{\partial t}}} (Llei de Faraday)
{\displaystyle \nabla \times \mathbf {B} =\mu _{0}\mathbf {J} +\mu _{0}\varepsilon _{0}{\frac {\partial \mathbf {E} }{\partial t}}} (Llei d'Ampère)
on {\displaystyle \rho } és la densitat de càrrega, que pot dependre del temps i la posició, {\displaystyle \epsilon _{0}} és la permitivitat al buit, {\displaystyle \mu _{0}} és la permeabilitat al buit, i {\displaystyle \mathbf {J} } és el vector densitat de corrent, que també depèn del temps i la posició. Les unitats utilitzades són les del SI. Dintre d'un material linear les equacions de Maxwell canvien per tal de fer servir la permeabilitat i la permitivitat del material en comptes de la del buit. En el cas d'altres materials que ofereixen respostes molt més complexes als camps electromagnètics aquests dos termes es representen habitualment amb nombres complexos o tensors.
En el cas de la matèria carregada, les interaccions dels camps electromagnètics són descrites amb la llei de la força de Lorentz.

## Propietats del camp

### Comportament recíproc dels camps elèctric i magnètic
Dues de les equacions de Maxwell, la llei de Faraday i la llei d'Ampère, il·lustren una de les característiques més pràctiques del camp electromagnètic. La llei de Faraday es podria expressar dient que un camp magnètic canviant crea un camp elèctric. I aquest és el principi que hi ha darrere del funcionament del generador elèctric. D'altra banda, la llei d'Ampère estableix que un camp elèctric variable crea un camp magnètic. Per això aquesta llei pot aplicar-se per generar un camp magnètic i fer funcionar un motor elèctric.

### La llum com una pertorbació electromagnètica
Les equacions de Maxwell prenen la següent forma en el cas d'una zona que és lluny de qualsevol càrrega o corrent (al buit), és a dir, allà on {\displaystyle \rho } and {\displaystyle \mathbf {J} } són nuls.
{\displaystyle \nabla \cdot \mathbf {E} =0}
{\displaystyle \nabla \cdot \mathbf {B} =0}
{\displaystyle \nabla \times \mathbf {E} =-{\frac {\partial \mathbf {B} }{\partial t}}}
{\displaystyle \nabla \times \mathbf {B} ={\frac {1}{c^{2}}}{\frac {\partial \mathbf {E} }{\partial t}}}
A les equacions anteriors s'ha fet la substitució {\displaystyle \mu _{0}\epsilon _{0}={\frac {1}{c^{2}}}}, on {\displaystyle c} és la velocitat de la llum. Prenent el rotacional de les dues darreres equacions és com segueix:
{\displaystyle \nabla \times \nabla \times \mathbf {E} =\nabla \left(\nabla \cdot \mathbf {E} \right)-\nabla ^{2}\mathbf {E} =\nabla \times \left(-{\frac {\partial \mathbf {B} }{\partial t}}\right)}
{\displaystyle \nabla \times \nabla \times \mathbf {B} =\nabla \left(\nabla \cdot \mathbf {B} \right)-\nabla ^{2}\mathbf {B} =\nabla \times \left({\frac {1}{c^{2}}}{\frac {\partial \mathbf {E} }{\partial t}}\right)}
Tanmateix, les dues primeres equacions indiquen que {\displaystyle \nabla \left(\nabla \cdot \mathbf {E} \right)=\nabla \left(\nabla \cdot \mathbf {B} \right)=0}. Per tant, inserint això i convertint els rotacionals en derivades de temps i inserint-ho als rotacionals resultants, tenim el següent:
{\displaystyle -\nabla ^{2}\mathbf {E} =-{\frac {\partial }{\partial t}}\left(\nabla \times \mathbf {B} \right)=-{\frac {\partial }{\partial t}}\left({\frac {1}{c^{2}}}{\frac {\partial \mathbf {E} }{\partial t}}\right)=-{\frac {1}{c^{2}}}{\frac {\partial ^{2}\mathbf {E} }{\partial t^{2}}}}
{\displaystyle -\nabla ^{2}\mathbf {B} ={\frac {1}{c^{2}}}{\frac {\partial }{\partial t}}\left(\nabla \times \mathbf {E} \right)={\frac {1}{c^{2}}}{\frac {\partial }{\partial t}}\left(-{\frac {\partial \mathbf {B} }{\partial t}}\right)=-{\frac {1}{c^{2}}}{\frac {\partial ^{2}\mathbf {B} }{\partial t^{2}}}}
O:
{\displaystyle \nabla ^{2}\mathbf {E} ={\frac {1}{c^{2}}}{\frac {\partial ^{2}\mathbf {E} }{\partial t^{2}}}}
{\displaystyle \nabla ^{2}\mathbf {B} ={\frac {1}{c^{2}}}{\frac {\partial ^{2}\mathbf {B} }{\partial t^{2}}}}
O també:
{\displaystyle \Box ^{2}\mathbf {E} =0}
{\displaystyle \Box ^{2}\mathbf {B} =0}
A aquesta darrera forma, {\displaystyle \Box ^{2}} és l'operador de d'Alembert que és {\displaystyle \nabla ^{2}-{\frac {1}{c^{2}}}{\frac {\partial ^{2}}{\partial t^{2}}}}, per tant, les dues darreres formes són el mateix escrit de dues maneres diferents. Ambdues es coneixen com a equacions d'ona, és a dir, els camps elèctrics i magnètics tenen una forma oscil·latòria, com un sinusoide, el que implica un comportament similar al de les ones. D'altra banda, les dues primeres equacions de Maxwell impliquen que es tracta d'ones transversals. Les dues darreres equacions de Maxwell impliquen que l'ona del camp elèctric és en fase i és perpendicular respecte a l'ona del camp magnètic. També tenim que el terme {\displaystyle c^{2}} representa la velocitat de l'ona. Per tant, les ones electromagnètiques viatgen a la velocitat de la llum. James Clerk Maxwell va suggerir que com dels seus càlculs se'n derivava que les ones electromagnètiques viatjaven a la mateixa velocitat de la llum, la llum devia ser també una ona. Aquest suggeriment s'ha demostrat encertat, la llum és una ona electromagnètica.

## Comparació i relació amb altres camps físics
Essent una de les quatre forces fonamentals de la natura és útil comparar el camp electromagnètic amb les altres tres: el camp gravitatori, la força nuclear forta i la força nuclear feble.

### El camp gravitatori i el camp electromagnètic
Mentre les fonts dels camps electromagnètics són les càrregues positives o negatives, l'origen del camp gravitatori són les masses. De vegades les masses són anomenades càrregues gravitacionals, però una diferència fonamental és que la gravetat és sempre positiva, sempre té un efecte atractiu, no hi ha massa negativa.

### Magnitud relativa de les quatre forces fonamentals
La taula següent mostra la força relativa de les diferents forces o interaccions i altres informacions:
| Teoria                 | Interacció          | mediador   | Magnitud Relativa | Comportament | Rang    |
| ---------------------- | ------------------- | ---------- | ----------------- | ------------ | ------- |
| Cromodinàmica quàntica | Força nuclear forta | Gluó       | 1038              | 1            | 10-15 m |
| Electrodinàmica        | Electromagnetisme   | Fotó       | 1036              | 1/r²         | infinit |
| Teoria Weinberg-Salam  | Força nuclear feble | Bosó W i Z | 1025              | 1/r⁵ to 1/r7 | 10-16 m |
| Geometrodinàmica       | Gravitació          | Gravitó    | 100               | 1/r²         | infinit |

## Camps electromagnètics i salut
Veure apartat «Efectes biològics de la radiació» de l'article «Radiació electromagnètica».

Els efectes potencials dels camps electromagnètics sobre la salut humana varien àmpliament depenent de la freqüència i la intensitat dels camps.
Els efectes potencials sobre la salut dels CEM de molt baixa freqüència que envolten les línies elèctriques i els dispositius elèctrics són objecte d'investigació en curs i d'un important debat públic. La National Institute for Occupational Safety and Health (NIOSH) dels EUA i altres agències governamentals dels EUA no consideren que els CEM siguin un perill per a la salut provat. NIOSH ha emès alguns avisos de precaució, però subratlla que actualment les dades són massa limitades per treure bones conclusions. L'any 2011, l'OMS/Agència Internacional per a la Recerca del Càncer (IARC) va classificar els camps electromagnètics de radiofreqüència com a possiblement cancerígens per als humans (Grup 2B), basant-se en un major risc de glioma, un tipus maligne de càncer cerebral, associat a l'ús de telèfons sense fil.
Sempre es pot suposar que els empleats que treballen en equips i instal·lacions elèctriques estan exposats a camps electromagnètics. L'exposició dels treballadors d'oficina als camps generats per ordinadors, monitors, etc. és insignificant a causa de la baixa intensitat de camp. No obstant això, les instal·lacions industrials per a l'enduriment i la fusió per inducció o en equips de soldadura poden produir intensitats de camp considerablement més altes i requereixen un examen addicional. Si no es pot determinar l'exposició a partir de la informació dels fabricants, comparacions amb sistemes similars o càlculs analítics, s'han de fer mesures. Els resultats de l'avaluació ajuden a avaluar els possibles perills per a la seguretat i la salut dels treballadors i a definir les mesures de protecció. Com que els camps electromagnètics poden influir en els implants passius o actius dels treballadors, és essencial tenir en compte l'exposició als seus llocs de treball per separat a l'avaluació de riscos.
D'altra banda, se sap que la radiació d'altres parts de l'espectre electromagnètic, com la llum ultraviolada i els raigs gamma, causen danys importants en algunes circumstàncies.